# Роузен, Адам
Адам Джозеф (Эй-Джей) Роузен (англ. Adam Joseph "AJ" Rosen, 12 апреля 1984, Нью-Рошелл, Нью-Йорк — 19 декабря 2021) — британский саночник, выступающий за сборную Великобритании с 2004 года. Участник трёх зимних Олимпийских игр, многократный призёр национального первенства.

## Биография
Адам Роузен родился 12 апреля 1984 года в американском городе Нью-Рошелл, штат Нью-Йорк, его мать-англичанка в то время работала там домработницей. Назван в честь деда, служившего в Королевском военно-морском флоте во время Второй мировой войны. Будучи подростком, Роузен работал в Гражданском аэронавигационном патруле, вскоре получив звание старшего сержанта. Активно заниматься санным спортом начал ещё в возрасте тринадцати лет, в 2004 году показывал результаты на уровне юниорской сборной США, однако тренеры не замечали его и не ставили в состав, поэтому спортсмен принял решение получить второе гражданство и присоединиться к сборной Великобритании.
Британский тренер Томас Зайтц позволил Роузену принять участие в молодёжном чемпионате мира, и тот занял двенадцатое место среди сорока трёх атлетов. Тогда же состоялось первое его выступление на взрослом чемпионате мира, на трассе японского Нагано он был двадцать седьмым, тогда как на Кубке мира занял тридцать девятое место общего зачёта. В 2005 году на мировом первенстве в американском Парк-Сити пришёл к финишу двадцать девятым. Благодаря череде удачных выступлений удостоился права защищать честь страны на зимних Олимпийских играх 2006 года в Турине, показал там впоследствии вполне неплохое для новичка шестнадцатое время. Окончил сезон тридцатой позицией в мировом рейтинге сильнейших саночников.
На чемпионате мира 2007 года в австрийском Иглсе был двадцать четвёртым, тогда как в общем зачёте Кубка мира расположился на двадцать шестой строке. Через год занял двадцать пятое место на мировом первенстве в немецком Оберхофе, пришёл к финишу шестнадцатым на чемпионате Европы в итальянской Чезане и после завершения всех кубковых этапов спустился в рейтинге до двадцать седьмой позиции. В 2009 году на чемпионате мира в американском Лейк-Плэсиде финишировал двадцать шестым, кубковый сезон провёл с двадцать четвёртым результатом, причём на этапе в канадском Калгари расположился на шестом месте, и это пока лучший кубковый результат среди всех британских саночников. Ездил соревноваться на Олимпийские игры 2010 года в Ванкувер, где выступил точно так же, как и прошлый раз, оказавшись на шестнадцатом месте мужской одиночной программы. Из-за подготовки к Олимпиаде вынужден был пропустить многие этапы Кубка мира, поэтому в итоге занял там только тридцать шестое место.
В сезоне 2011/12 боролся за обладание Кубком наций, но сумел добраться лишь до девятнадцатого места, тогда как на Кубке мира был двадцать шестым. На чемпионате мира в немецком Альтенберге показал двадцать пятое время. Проживал в Вестчестере, где помимо санного спорта управлял музыкальным магазином, интересовался аэронавтикой, полётами и всем с этим связанным.
Умер 19 декабря 2021 года.